# یونیشکلیس
یونیشکلیس (به لاتین: Joniškėlis) در لیتوانی با جمعیت ۱٬۴۳۲ نفر است که در اوکشتایتیا واقع شده‌است.